# Suomen huippumalli haussa (mùa 2)
Mùa thứ hai của Suomen huippumalli haussa được công chiếu vào ngày 13 tháng 4 năm 2009 trên kênh Nelonen. Tập cuối được phát sóng vào ngày 15 tháng 6 năm 2009.
Địa điểm quốc tế cho mùa này là Paris cho top 7 và Gran Canaria cho top 5.
Người chiến thắng của mùa này là Nanna Grundfeldt, 23 tuổi từ Espoo. Cô nhận được:
- 1 hợp đồng người mẫu với Paparazzi Model Management
- Lên ảnh bìa của tạp chí Cosmopolitan
- Trở thành người phát ngôn cho Max Factor
- 1 chuyến đi casting ở Milan

## Các thí sinh
(Tuổi tính từ ngày dự thi)
| Thí sinh             | Tuổi | Chiều cao               | Quê quán     | Bị loại ở | Hạng |
| -------------------- | ---- | ----------------------- | ------------ | --------- | ---- |
| Essi Hellstén        | 18   | 1,73 m (5 ft 8 in)      | Uusikaupunki | Tập 2     | 11   |
| Inka Tuominen†       | 18   | 1,75 m (5 ft 9 in)      | Vantaa       | Tập 3     | 10   |
| Ida Piipari          | 20   | 1,77 m (5 ft 9+1⁄2 in)  | Kotka        | Tập 4     | 9    |
| Anastassia Grishina  | 21   | 1,72 m (5 ft 7+1⁄2 in)  | Lapua        | Tập 5     | 8    |
| Blanche Malaka       | 20   | 1,78 m (5 ft 10 in)     | Helsinki     | Tập 6     | 7    |
| Laura Merkel         | 20   | 1,79 m (5 ft 10+1⁄2 in) | Lahti        | Tập 7     | 6    |
| Janina Stjernvall    | 19   | 1,68 m (5 ft 6 in)      | Helsinki     | Tập 8     | 5–4  |
| Suvi Jokipii         | 18   | 1,81 m (5 ft 11+1⁄2 in) | Hämeenkyrö   | Tập 8     | 5–4  |
| Anna-Kaisa Tyrväinen | 25   | 1,80 m (5 ft 11 in)     | Joroinen     | Tập 10    | 3–2  |
| Riina Roms           | 21   | 1,74 m (5 ft 8+1⁄2 in)  | Jurva        | Tập 10    | 3–2  |
| Nanna Grundfeldt     | 23   | 1,77 m (5 ft 9+1⁄2 in)  | Espoo        | Tập 10    | 1    |

## Các tập

### Tập 1: Premiere
Khởi chiếu: 13 tháng 4 năm 2009
20 thí sinh bán kết được đưa tới phòng đánh giá để bắt đầu cuộc thi. Họ đã có một buổi phỏng vấn với ban giám khảo và buổi chụp hình đầu tiên là ảnh chân dung tự nhiên. Sau đó, Anne đã làm cho các cô gái phấn khích và hồi hộp khi thông báo rằng là họ sẽ có một buổi buổi trình diễn thời trang cho giày Andiamo vào ngày mai.
Ngày hôm sau, họ được đưa tới trung tâm văn hóa Korjaamo cho buổi trình diễn thời trang nhưng trước đó, stylist Tommy Kilponen nói rằng tất cả những đôi giày trong buổi trình diễn này đều có kích cỡ là 37 hoặc 39 nên đã gây ra khó khăn cho một vài cô gái. Vào buổi đánh giá đầu tiên ngày tiếp theo, ban giám khảo ban đầu sẽ chỉ chọn 10 cô gái sẽ tham gia vào cuộc thi, nhưng sau đó thì họ quyết định sẽ chọn 11 cô gái bước vào cuộc thi.
- Nhiếp ảnh gia: Sakari Majantie
- Khách mời đặc biệt: Tommy Kilponen

### Tập 2: Makeovers
Khởi chiếu: 20 tháng 4 năm 2009
11 cô gái đã được di chuyển tới ngôi nhà chung của mình. Ngày hôm sau, Anne đến nhà để dùng bữa sáng chung với họ, trước khi drag queen Jarkko Valtee bất ngờ đến gặp họ cho một buổi học catwalk. Sau đó, họ đã được nhận một số lời khuyên chăm sóc da và răng, trước khi tới một tiệm salon để nhận diện mạo mới của mình.
Ngày tiếp theo, họ đã có buổi chụp hình tiếp thao cho công ty viễn thông DNA Oyj, trong khi họ sẽ phải hóa thân thành những quân cờ vua và phải tạo dáng theo cặp. Vào buổi đánh giá ngày hôm sau, Inka là người được gọi tên đầu tiên còn Essi là thí sinh đầu tiên bị loại.
- Nhiếp ảnh gia: Morgan Norman
- Khách mời đặc biệt: Jarkko Valtee, Tommy Kilponen, Marco Cavazzana

### Tập 3: Skunk Girls
Khởi chiếu: 27 tháng 4 năm 2009
10 cô gái còn lại đã có buổi chụp hình tiếp theo cho bộ sưu tập chiến dịch phòng chống hút thuốc Skunk Girl, trong khi họ phải tạo dáng trước trong trang phục của nhà thiết kế Tiia Vanhatapio. Nanna đã khá buồn về buổi chụp hình vì cô là một người hay hút thuốc và do mẹ cô chết vì ung thư vài năm trước.
Ngày hôm sau, một huấn luyện viên cá nhân kiểm tra cân nặng và sức khỏe của họ trước khi có thử thách chuẩn bị một bữa ăn nhẹ lành mạnh, Nanna chiến thắng thử thách và cô chọn Laura để nhận thưởng là một buổi thư giãn ở spa. Nhưng vì Laura đang bị chấn thương nên cô không thể đi và vì vậy Nanna chọn Blanche để đi thay thế, trong khi các cô gái còn lại phải dọn dẹp nhà cửa. Sau đó, các cô gái đã có một buổi quay quảng cáo phân cảnh bắt đầu và kết thúc quảng cáo chi kênh Nelonen. Vào buổi đánh giá ngày tiếp theo, Riina là người được gọi tên đầu tiên còn Inka là thí sinh tiếp theo bị loại.
- Khách mời đặc biệt: Tiia Vanhatapio

### Tập 4: Girls That Fight
Khởi chiếu: 4 tháng 5 năm 2009
9 cô gái còn lại được stylish Tommy Kilponen yêu cầu mặc bộ trang phục dạ hội đẹp nhất để kiểm tra phong cách ăn mặc của họ trước khi họ nhận được 1 túi quần áo từ Vero Moda. Ngày hôm sau, họ đã có một buổi học nhảy vũ đạo trước khi có thử thách nhảy, Janina chiến thắng thử thách và cô chọn Laura & Nanna để nhận thưởng là 1 đôi giày được thiết kế riêng của Nike.
Ngày hôm sau, họ đã có buổi chụp hình tiếp theo cho giày Nike, trong khi họ phải tạo dáng trên bạt lò xo với sợi ruy băng được buộc vào tay. Nhưng trong quá trình chụp hình, 6 cô gái đã phải thực hiện buổi chụp hình lần thứ 2 do ảnh của họ đã không hiện lên trên máy tính. Vào buổi đánh giá ngày tiếp theo, Riina là người được gọi tên đầu tiên còn Ida là thí sinh tiếp theo bị loại.
- Khách mời đặc biệt: Tommy Kilponen

### Tập 5: Girls That Have The Look
Khởi chiếu: 11 tháng 5 năm 2009
8 cô gái còn lại được nhận một chiếc máy ảnh lấy liền để tập luyện chụp ảnh chân dung trước khi Saimi đánh giá bức ảnh của họ. Sau đó, họ đã có thử thách trang điểm và làm tóc trong 20 phút cho một bữa tối với một vị khách, Blanche chiến thắng thử thách và cô chọn Suvi & Anastassia để nhận thưởng là 1 bữa tối sang trọng với Kaarina Kivilahti.
Ngày hôm sau, họ đã có buổi chụp hình chân dung cho mỹ phẩm Max Factor. Vào buổi đánh giá ngày tiếp theo, Nanna là người được gọi tên đầu tiên còn Anastassia là thí sinh tiếp theo bị loại. Sau đó, Anne đã nói với các cô gái là họ sẽ bay tới Paris.
- Khách mời đặc biệt: Kaarina Kivilahti

### Tập 6: The Girl That Got A Boy For A Gift
Khởi chiếu: 18 tháng 5 năm 2009
7 cô gái còn lại được đưa tới Paris và sau đó, họ đã có một buổi nói chuyện với cựu người mẫu & họa sĩ Sanna Saastamoinen trước khi có một buổi casting tại quản lí người mẫu Metropolitan Models. Sau đó, từng người một đã có một buổi nói chuyện về điểm mạnh và yếu của mình với một diễn viên mà không biết rằng họ đang bị kiểm tra về cách chịu đựng lời chỉ trích cho mình. Các cô gái sau đó quay về Helsinki cho buổi chụp hình vào ngày mai.
Ngày hôm sau, họ đã có buổi chụp hình tiếp theo cho kẹo singum Frozn, trong khi họ phải viết lên suy nghĩ bên trong mình trên áo hay tờ giấy hoặc là trên tường và thể hiện cảm xúc đó qua tấm hình. Quay về ngôi nhà chung, Anna-Kaisa nhận được bất ngờ khi con trai của cô đến thăm. Vào buổi đánh giá ngày tiếp theo, Janina là người được gọi tên đầu tiên còn Blanche là thí sinh tiếp theo bị loại.
- Khách mời đặc biệt: Sanna Saastamoinen

### Tập 7: The Girls And The Disastrous Dinner
Khởi chiếu: 25 tháng 5 năm 2009
6 cô gái còn lại đã có thử thách chụp hình cho mắt kính Bellinger, trong khi họ phải tạo dáng cùng với con tắc kè. Kết quả là Nanna chiến thắng thử thách và nhận được 1 phiếu mua hàng từ Synsam trị giá €500. Quay lại ngôi nhà chung, siêu mẫu Janice Dickinson đến dùng bữa tối với các cô gái và mọi thứ bắt đầu hỗn loạn khi Janice chỉ trích họ về việc không có đam mê thực sự trong nghề người mẫu. Sau khi Janice rời khỏi bàn ăn, cô bị té cầu thang và chửi các cô gái là ngu ngốc khi họ chưa gọi cứu thương đến. Sau đó, Janice đã hồi phục và đến xin lỗi các cô gái về chuyện lúc nãy vì trước khi đến gặp họ, cô đã vô tình trộn sâmpanh với thuốc ngủ thay vì Vitamin C nên cô mới cư xử không tốt với họ.
Ngày hôm sau, họ đã có buổi chụp hình tiếp theo cho tạp chí Gloria, trong khi họ phải tạo dáng cùng với trang sức. Vào buổi đánh giá ngày tiếp theo, Janice đã đề nghị Riina nên cắt ngắn lại mái tóc của cô cho nó thích hợp. Kết quả là Ani là người được gọi tên đầu tiên còn Marje là thí sinh tiếp theo bị loại.
- Khách mời đặc biệt: Janice Dickinson

### Tập 8: The Girl Who Got A Hair Cut
Khởi chiếu: 1 tháng 6 năm 2009
5 cô gái còn lại nhận được thông báo là họ sẽ đi tới Gran Canaria. Sau đó, họ đã được đi tham quan hòn đảo trước khi có một buổi tập catwalk với Saimi trước khi có thử thách catwalk với một quả trứng được dán vào chân họ. Kết quả là Nanna chiến thắng thử thách. Sau khi các cô gái được di chuyển vào khách sạn của họ, Riina được nhận diện mạo mới thứ hai theo đề nghị của Janice Dickinson. Ngày hôm sau, họ đã có buổi chụp hình tiếp theo trong áo tắm cùng với người mẫu nam ở bãi biển, Nanna & Riina được nhận một bộ trang sức vì có phần thể hiện tốt nhất trong buổi chụp hình
Ngày tiếp theo, họ được đưa đến một đồi cát cho buổi chụp hình thứ hai cho nước uống Bonaqua, trong khi họ phải hóa thân thành những người cố gắng sống sót qua việc lấy chai nước trên sa mạc. Vào buổi đánh giá ngày hôm sau, Riina là người được gọi tên đầu tiên còn Janina & Suvi rơi vào cuối bảng, nhưng Anne sau đó thông báo rằng là cả 2 đều là thí sinh tiếp theo bị loại.

### Tập 9: Girls Fit For A Funeral
Khởi chiếu: 8 tháng 6 năm 2009
3 cô gái còn lại đã từng người một có một buổi nói chuyện với Anne về toàn bộ quá trình của họ trong cuộc thi. Sau đó, các cô gái đã có buổi chụp hình tiếp theo theo phong cách ảm đạm khi họ phải bộc lộ cảm xúc như đang ở nghĩa trang. Họ sau đó đả có một buổi tối vui vẻ bên trong công viên giải trí.
Ngày hôm sau, họ đã có buổi chụp hình thứ hai theo phong cách 1930, họ phải tỏ ra vui vẻ trong khi người mẫu nam đứng đằng sau họ chụp hình bằng máy ảnh cũ. Sau đó, họ đã phải quay về Helsinki cho buổi đánh giá ngày tiếp theo, Anna-Kaisa là người được gọi tên đầu tiên còn Nanna & Riina rơi vào cuối bảng, nhưng Anne sau đó thông báo rằng là cả 2 đều sẽ bước vào chung kết.
- Nhiếp ảnh gia: Sakari Majantie

### Tập 10: The Girl For The Cosmopolitan Cover!
Khởi chiếu: 15 tháng 6 năm 2009
3 cô gái còn lại đã có buổi chụp hình ảnh thẻ cho quản lí người mẫu Paparazzi Model Management. Sau đó, họ đã có buổi chụp hình cuối cùng cho ảnh bìa tạp chí Cosmopolitan. Vào buổi đánh giá cuối cùng, Nanna trở thành quán quân thứ hai của Suomen huippumalli haussa. Ngoài ra, Nanna là quán quân đồng tính đầu tiên trong Top Model.

## Thứ tự gọi tên
| 1  | Inka       | Riina      | Riina      | Nanna      | Janina     | Janina     | Riina       | Anna-Kaisa  | Nanna            |  |  |
| 2  | Anna-Kaisa | Janina     | Laura      | Suvi       | Nanna      | Riina      | Nanna       | Nanna Riina | Anna-Kaisa Riina |  |  |
| 3  | Blanche    | Blanche    | Anna-Kaisa | Janina     | Anna-Kaisa | Nanna      | Anna-Kaisa  | Nanna Riina | Anna-Kaisa Riina |  |  |
| 4  | Nanna      | Anna-Kaisa | Janina     | Laura      | Suvi       | Anna-Kaisa | Janina Suvi |             |                  |  |  |
| 5  | Riina      | Anastassia | Suvi       | Anna-Kaisa | Laura      | Suvi       | Janina Suvi |             |                  |  |  |
| 6  | Ida        | Nanna      | Anastassia | Blanche    | Riina      | Laura      |             |             |                  |  |  |
| 7  | Anastassia | Suvi       | Nanna      | Riina      | Blanche    |            |             |             |                  |  |  |
| 8  | Laura      | Ida        | Blanche    | Anastassia |            |            |             |             |                  |  |  |
| 9  | Janina     | Laura      | Ida        |            |            |            |             |             |                  |  |  |
| 10 | Suvi       | Inka       |            |            |            |            |             |             |                  |  |  |
| 11 | Essi       |            |            |            |            |            |             |             |                  |  |  |

     Thí sinh bị loại
     Thí sinh không bị loại khi rơi vào cuối bảng
     Thí sinh chiến thắng cuộc thi
- Trong tập 1, từ 20 cô gái đã giảm xuống còn 11 người để chuyển sang cuộc thi chính

### Buổi chụp hình
- Tập 1: Ảnh chân dung tự nhiên (casting)
- Tập 2: Quân cờ trắng đen trên bàn cờ vua cho DNA
- Tập 3: Ảnh quảng cáo phòng tránh hút thuốc cho Skunk girl
- Tập 4: Thể thao trên bạt lò xo cho Nike
- Tập 5: Ảnh chân dung vẻ đẹp cho Max Factor
- Tập 6: Ảnh trắng đen chân thực của họ cho Frozn
- Tập 7: Ảnh chân dung với trang sức cho Gloria
- Tập 8: Áo tắm ở bãi biển với người mẫu nam; Ảnh quảng cáo cho Bonaqua trên sa mạc
- Tập 9: Biểu cảm ở nghĩa trang; Thập niên 1930
- Tập 10: Ảnh thẻ người mẫu; Ảnh bìa tạp chí Cosmopolitan